# 美國唱片業協會
美国唱片业协会是一個代表美國唱片業的貿易團體，成員由多家製作與發行約90%美國音樂唱片的私有公司實體如唱片公司與分銷商組成。涉及一連串代表其成員的受爭議盜版訴訟。
於1952年組成，主要管理用於黑膠唱片製造與播放時的技術標準RIAA均衡。持續參與製作與管理後期的錄音與回放系統技術標準，包括磁帶、卡式錄音帶、數字音頻磁帶、光碟與基於軟體的數位技術。亦有參與徵收、管理及分配音樂授權與版稅。該協會負責為美國的金與白金專輯及單曲唱片進行認證，有關銷量的更詳盡資料請參閱最暢銷專輯列表與最暢銷單曲列表。
的目標為維護藝人於全球的著作權與第一修正案的權利，對音樂產業進行調究以及監察與檢查相關的法律、條例與政策。

## 公司結構
RIAA由2003年起成為主席與CEO的米屈·班沃（Mitch Bainwol）領導，由董事長卡瑞·雪曼（Cary Sherman）協助。董事會共有27名成員，分別來自多家唱片公司。
RIAA代表多名製作與分銷約90%美國音樂唱片的私有公司實體成員，如唱片公司與分銷商等（參閱RIAA成員公司）。
RIAA的網站包含一個曾在過往受到爭議的 成員列表，因為Matador Records、Fat Wreck Chords、Lookout Records、Epitaph Records與Bloodshot Records（均不是成員）被列入表中。有些公司可能會因使用RIAA成員作為分銷標簽而被自動加入列表中。

## 銷售認證
RIAA為高銷量的專輯舉行了一個獎勵計劃，該計劃最初始於1958年，銷售額達到100萬美元的單曲與專輯唱片會獲得「金獎」（Gold Award）。該計劃於1975年更改為以唱片的銷量為基礎，銷量達50萬的單曲與專輯唱片會獲得金獎，1976年為銷量達100萬的唱片增加「白金獎」（Platinum Award），1984年新增加「多白金獎」（Multi-Platinum Award），門檻是銷售量達200萬，且每往上一階以增加100萬計算。1999年為1,000萬銷量的唱片增加「鑽石獎」（Diamond Award），這個計劃開放予RIAA成員及非成員。RIAA的認證有其要注意的事項，只有在美國地區銷售的紀錄才被認可，亦指凡不是在美國產生的銷售數字都將不被納入計算。RIAA亦為西班牙語的音樂銷量舉行了相似的計劃，名為「Los Premios Awards」。

## 打擊檔案分享的努力
RIAA猛烈打擊經由檔案分享進行的侵權，尤其針對經由互聯網使用點對點（P2P）軟體分發的音樂檔案。RIAA聲稱盗版音樂導致全球音樂產業每年減少42億元的收益，對誠實的消費者、唱片公司、零售商與藝人做成傷害。
截至2006年7月RIAA已起訴超過20,000名懷疑分發版權著作物的美國民眾，並已解決約2,500個案件。
RIAA控告個人侵權的政策與方法不斷受到批評。電子前鋒基金會的布萊德·譚普萊頓（Brad Templeton）將RIAA的訴訟行動稱為「垃圾郵件式起訴」（spamigation），並暗示他們的行動只為恐嚇人民。
電子前鋒基金會、美國公民自由聯盟與公共市民反對RIAA與其他公司擁有能力在「不允許用戶在法庭上對命令提出質疑下剝奪互聯網用戶的匿名性」。
RIAA透過IP位址來尋找涉嫌的侵權者，因此在起訴前並不知道有關該人的任何額外資訊，而導致他們曾發出傳票給一個已過世的祖母、一個年長的電腦初學者、一名患有多發性硬化症的女性以及一些甚至沒有電腦的人。有時RIAA甚至會在該些案例中繼續進行起訴，或會尋求在不損害合法權利下撤消控訴（從而避免補償被告方的法律費用）。
在得悉其中一名涉嫌侵權者去世後，RIAA提供已故者家屬一個為期60天的過渡期來哀悼死者，之後再為其財產的訴訟作證。
RIAA亦有起訴兒童，其中一些年齡僅有12歲。
在2003年9月至2004年4月期間，RIAA舉行了「改頭換面計劃」（Clean Slate Program），聲稱會給予該些被控侵權的人「在未來不再侵權的情況下」特赦。有人指出該個提議令人誤解以及沒有提供這方面的保證。
截至2007年2月RIAA開始發信指責共享檔案的互聯網用戶，以及將他們導向到一個可使用信用卡付款進行「折扣和解」（discount settlements）的 網站 （页面存档备份，存于）。

### 檔案分享訴訟
1999年12月7日RIAA控告Napster提供允許用戶自其他用戶的機器下載MP3檔案的服務，RIAA聲稱Napster「推動盜版音樂到一個空前的地步」，RIAA亦在2002年控告提供相同服務的Aimster。Napster在訴訟期間破產，後被Roxio接管並提供一個受RIAA認可的下載服務。
2002年與2003年期間RIAA企圖以一紙傳票要求威訊透露進行檔案分享用戶的身分，威訊的律師莎拉·戴思克（Sarah Deutsch）質疑該傳票在程序與穩私方面的有效性。該傳票在2003年12月於聯邦上訴法院推翻下級法庭的命令而失效。RIAA聲稱該做法是受到數位千禧著作權法的認可，但上訴法院裁定數位千禧著作權法只適用於實際寄存在網際網路服務提供商上的數據，而非在消費者電腦上的數據。美國最高法院在2004年拒絕復審這個裁決，導致RIAA現時必須對每個被控告的檔案分享者提出個別的民事訴訟，而網際網路服務提供商與涉嫌的檔案分享者擁有更多法律手段預防身分洩露，令整個程序更昂貴、緩慢與複雜。其判決理由是由法官道格拉斯·金斯柏（Douglas Ginsburg）所撮寫。
2005年派翠莎·聖坦格羅（Patricia Santangelo）因質疑RIAA對她的控訴而造成新聞，雖然她成功駁回對她的控訴，但她的子女隨後遭到起訴，並因缺席對她女兒密雪兒（Michelle）的審判，未能回應指控而判罰30,750美元（現已提出撤銷申請）。另一名被告譚雅·安德森（Tanya Andersen），一位居住在奧勒岡州的41歲單親母親對RIAA提出反控訴，其中包括一項反犯罪組織侵蝕合法組織法指控。RIAA要求她10歲女兒的口供證詞。
電子前鋒基金會、美國公民自由聯盟、公共市民、奧克拉荷馬州基金會的美國公民自由協會與美國法律圖書館協會提交一個法庭之友辯護狀支持在奧克拉荷馬州聯邦法院Capitol Records v. Debbie Foster一案中Deborah Foster做成律師費的申請，請求判與被告律師費以及主張RIAA不適當的調查模式與濫用法律訴訟手續。RIAA請求法院不要接受該法庭之友辯護狀，聲稱"訴訟請求方企圖錯誤地將原告人與唱片業描繪成失去控制(Movants attempt to paint a false picture of Plaintiffs and the recording industry run amok)"。2007年2月6日該律師費申請獲得通過。
2006年12月21日RIAA對俄羅斯擁有與營運的網站AllOfMP3.com提出總額達1.65萬億美元的訴訟。這個數目是以每首歌曲15萬元法定賠償乘以1,100萬首歌計算而成。RIAA無法得到對該個俄羅斯網站的司法權。
一個關鍵的案例，Elektra v. Barker可能會終止RIAA訴訟運動的命運。在該訴訟中一名布朗克斯的29歲護理系學生Tenise Barker以缺乏明確性提出駁回RIAA的控訴，而根據法律僅僅"提供(making available)"並不構成侵權。RIAA以"提供"確實是侵權來反對Barker女士的申訴。在得知RIAA的企圖擴大版權法的說法後，電腦及通訊工業協會、美國網際網路產業協會與電子前鋒基金會提交法庭之友辯護狀支持Barker女士的動議及反駁RIAA的說法。美國電影協會隨後提交辯護狀支持RIAA，而美國司法部提交了“權益聲明（Statement of Interest）”反駁電子前鋒基金會提出的論點。這個案件曾於2007年1月26日曼哈頓聯邦法院在Kenneth M. Karas法官前進行辯論，Kenneth M. Karas表示他將裁定“提供”的爭論。截至2007年6月為止當事人仍在等候法院的判決。
2007年2月一名布魯克林聯邦法院的法官表示RIAA須提供充分証據來證明其訴訟中每首歌曲總計750美元的法定賠償，因為該些歌曲出售予零售商的價格為0.79美元。唱片業反對該個裁決，聲稱被告不可負責調整賠償金額。
在訴訟中RIAA假設一首歌的每個盜版副本均代表銷售額的損失而大大增加法定賠償到盜版案件中的唱片面值。

### 下架 GitHub 上 youtube-dl 代碼倉庫
2020 年 10 月 23 號，RIAA 根據 DMCI 請求 GitHub 下架 youtube-dl 的代碼倉庫，下架的請求中列舉了 youtube-dl 以及多個 fork 倉庫，並声称他們侵犯了版权。請求書中引用了數字千年版權法，声称用戶會使用該倉庫來下載對社會不公平的视频。根據电子前哨基金会的前版权維護主管 Parker Higgins 的说法，这一个下架請求是一个类似于 DeCSS 的倒退。

## 高調官司
1998年10月美国唱片工业协会在芝加哥第九巡迴上訴法院提出訴訟，聲稱鑽石多媒體公司的Rio PMP300播放器違反了1992年的家用錄音法。Rio PMP300的意義非常重大，因為它是第二台在市場上銷售的便攜消費級MP3數位音頻播放器。由三名法官組成小組的裁決有利於鑽石多媒體公司，為MP3便攜播放器市場發展鋪路。
RIAA亦於2006年提出起訴以禁止XM數位衛星電台讓其訂戶播放錄製其衛星廣播的樂曲。RIAA亦控告了多家互聯網廣播電台。

## 僱傭著作爭論
1999年國會專職律師Stanley M. Glazier在未有公佈或解釋下將實質性文字插入到最終審訂的版權立法的一項"技術性修訂"中，將許多音樂唱片分類為"僱傭著作"，從而剝奪藝人的版權利益並將該些利益轉移至他們的唱片公司。不久後Glazier受雇為RIAA的政府關係高級副總裁及立法律師並在改變被揭發後大力為其辯護。該受爭論條文的鬥爭導致唱片藝術家協會的形成，並成功遊說議員撤消改變。

## 現今的法規與條例
RIAA曾支持及仍然支持數個在美國認為有助防止版權侵犯的立法，包括現正由參議院審議的2006年數位內容保護法提案。根據公共知識組織與電子前鋒基金會的說法這樣將防止以新的方式使用媒體內容，以及會阻止消費者錄製音樂，即使是屬於合理使用。這實質上將會造成一個無線電廣播旗標條例。RIAA亦曾支持過往企圖引入的無線電廣播旗標立法。
RIAA亦參與反對涉及藝人言論自由權利的立法，例如限制可能會引起爭議或擁有家長忠告標籤唱片的銷售。

## 聯合抵制
數個互聯網團體，包括RIAA-Radar，以及Gizmodo曾在2007年3月  （页面存档备份，存于） 鼓吹抵制RIAA成員唱片公司。

## 文化指涉
- 歌手"Weird Al" Yankovic的單曲單片「Don't Download This Song」諷刺RIAA起訴侵權者。
- 2007年3月4日的FoxTrot漫畫諷刺RIAA的訴訟，其中傑森（Jason）嘗試教導他的鬣蜥蜴昆西（Quincy）下載音樂，因為「RIAA對付單親母親、寡婦、祖母、死人、兒童......是一回事，但控告一隻鬣蜥蜴就真是瘋了」[58][59]
- Machinae Supremacy的歌曲「Legion of Stoopid」將RIAA的縮寫解釋稱為「美國唱片業混蛋」（Recording Industry Assholes of America）。

## 類似組織
- 美國電影協會（MPAA）是為了防止在美國的電影侵權，有時「**AA」是指RIAA與MPAA兩者。2006年4月1日約翰·海勒（John T. Haller）在一個笑話網站諷刺兩個機構並編造宣佈兩者的合併，為該個編造的合併實體引入了另一縮寫字：「MAFIAA」(美國音樂與電影業協會，Music And Film Industry Association of America)[60]，而「MAFIAA」與黑手黨、犯罪集團的英文單字「mafia」近似。
- 國際唱片業協會（International Federation of Phonogram and Videogram Producers，IFPI；網站），IFPI代表位於全球75個國家超過1,450個成員及於48個國家擁有關聯的產業協會。IFPI與相似的國家組織合作，均 列於此網站。IFPI與RIAA有所關連。
- 英國唱片工會（British Phonographic Industry，BPI；網站（页面存档备份，存于））是英國的音樂業協會。他們設立了全英音樂獎，以及基於英國銷售授發金、銀、白金唱片。同時他們亦設法防止與懲罰版權侵犯，其運動比RIAA的更為柔和。
- 反盜版聯盟（Federation Against Copyright Theft，FACT；網站 （页面存档备份，存于））為英國的反盜版組織，主要處理涉及電影的侵權。
- 加拿大唱片業協會（Canadian Recording Industry Association，CRIA；網站）是一個代表創作、製作與銷售唱片的加拿大公司的非牟利貿易團體。
- 澳洲唱片業協會（Australian Recording Industry Association，ARIA；網站 （页面存档备份，存于））是一個於澳洲監察徵收、管理與分發音樂授權與版稅的組織。
- 紐西蘭唱片業協會，（Recording Industry Association of New Zealand，RIANZ）是一個紐西蘭製作人與藝人的非牟利同業公會。
- SGAE，位於西班牙的「作家與出版者綜合協會」（General society of Authors and Publishers）。
- 日本音樂著作權協會（Japanese Society for Rights of Authors, Composers and Publishers，JASRAC）。
- 日本唱片協會（Recording industries Association of Japan，RIAJ）。
- ROMS，位於俄羅斯的「俄羅斯多媒體、數位網絡與視覺藝術作者與其他版權持有人集體權利管理組織」（Russian Organization on Collective Management of Rights of Authors and Other Rightholders in Multimedia, Digital Networks & Visual Arts）。
- 香港音像聯盟（HKRIA）

## 參閱
- 反著作權
- 加拿大唱片業協會
- RIAA成員唱片公司列表
- 家長忠告標籤
- 美國聯邦通信委員會

## 外部連結
- 美国唱片工业协会官方網站 （页面存档备份，存于）
- The RIAA Radar，查明某一光碟是否由RIAA成員發行。
- The Subpoena Defense Alliance （页面存档备份，存于） - 提供涉及身分揭露，特別是威訊一案的法庭裁決資訊
- How the RIAA litigation process works - 律師雷·貝克曼(Ray Beckerman)的法律解說